# LeMoine Fitzgerald
Lionel LeMoine Fitzgerald, znany też jako L. L. Fitzgerald (ur. 17 marca 1890 w Winnipeg, Manitoba, zm. 7 sierpnia 1956 tamże) – kanadyjski malarz, od 1932 członek Grupy Siedmiu, od 1933 członek założyciel Kanadyjskiej Grupy Malarzy. Stał się znany jako „malarz prerii” choć tematem większości jego pejzaży nie jest płaski krajobraz Manitoby.

## Życiorys
LeMoine FitzGerald był synem Lionela Henry FitzGeralda i matki Belle. Miał kilkoro rodzeństwa. Wychowywał się w domu rodzinnym w Winnipeg przy Sherbrook Street 672, lata spędzał na farmie dziadków w Snowflake w Manitobie. Wykształcił w sobie głębokie zamiłowanie do kanadyjskich prerii. Po opuszczeniu szkoły w wieku 14 lat napisał:

Pracowałem w biurze hurtowni leków, a że praca ta nie do końca dawała mi zadowolenie, poczułem pierwszą prawdziwą chęć rysowania, więc zdobyłem trochę papieru do rysowania, ołówek oraz gumkę i zacząłem pracować..

W 1909 uczęszczał na zajęcia wieczorowe w A.S. Kesztheyli Art School, a po 1912 znalazł zatrudnienie jako projektant wystaw sklepowych, dekorator wnętrz i malarz kulis teatralnych. W 1912 ożenił się z Felicią (Vally) Wright, piosenkarką z Ottawy. Mieli 2 dzieci. Od 1913 wystawiał w Kanadyjskiej Królewskiej Akademii Sztuki, natomiast swoją pierwszą indywidualną wystawę miał w 1921 w Winnipeg Art Gallery. Czując potrzebę pogłębienia swoich umiejętności, udał się do Nowego Jorku, aby zimą 1921–1922 studiować w Art Students League. Po powrocie do Winnipeg pracował jako zawodowy projektant. W 1924 przeprowadził się z żoną do domu przy St. James, 30 Deer Lodge Place, w którym mieszkał aż do śmierci. W tym samym roku został asystentem G. Keitha Gebhardta, dyrektora Winnipeg School of Art. W latach 1929–1947 był dyrektorem Winnipeg School of Art. Wystawiał początkowo głównie w Winnipeg i Toronto. W następstwie wystawy w Toronto in 1928 zaproponowano mu wspólne wystawy z Grupą Siedmiu. Od 1930 zaczął wystawiać swoje prace z członkami grupy, do której formalnie dołączył w 1932 w miejsce zmarłego J.E.H. MacDonalda. W 1933, gdy grupa rozpadła się, stał się członkiem założycielem nowego ugrupowania, Kanadyjskiej Grupy Malarzy. W 1949 przeszedł na emeryturę. W 1952 otrzymał tytuł doctor honoris causa University of Manitoba w Winnipeg.
LeMoine FitzGerald zmarł w 1956 na atak serca. Jego prochy zostały rozrzucone w Snowflake.

## Twórczość
FitzGerald spędził prawie całe swoje życie w Winnipeg malując, rysując i szkicując spokojne, kontemplacyjne sceny. Na jego twórczość wywarły wpływ teorie sztuki Johna Ruskina. Początkowe dzieła artysty utrzymane były w dekoracyjnym, impresjonistycznym stylu (Paul Cézanne), w późniejszych widać wpływ puentylizmu (Georges Seurat). Takie obrazy jak Garaż Williamsona (1927), Dom doktora Snidera (1931) czy Folwark (1931) są przykładem delikatnej tekstury, uzyskanej przy użyciu suchej farby, cienkich pociągnięć pędzlem, bladych odcieni i subtelnych kolorów. Basen (1934) stanowi z kolei zgłębianie relacji geometrycznych w sztuce. W Słoiku (1938) artysta użył lśniących muśnięć farby dla uzyskania efektu oświetlenia słoika od wewnątrz.
W latach 40. FitzGerald zaczął rysować kolorową kredą, piórkiem i atramentem, czasami używał farby olejnej nakładanej szpachelką malarską. Po jego śmierci odnaleziono zbiór autoportretów i rysunków aktów, nietypowych dla artysty, który miał opinię nieśmiałego. Artysta malował też martwe natury z jabłkiem jako głównym motywem. Inspirowały go wizyty na Zachodnim Wybrzeżu, gdzie po raz pierwszy udał się w 1942. W 1951 namalował jeden ze swych najlepszych obrazów, Okno na górze. Obrazy takie jak Jesienna sonata (1954) i Abstrakt w błękicie i złocie (1955) stanowią przykłady sztuki abstrakcyjnej w jego twórczości. Cały dorobek artysty wyróżnia się oryginalną techniką użycia pędzla, ołówka lub kredki, przy pomocy których nadawał on swoim dziełom szczególny wygląd i teksturę.